# Serica chicoensis
Serica chicoensis är en skalbaggsart som beskrevs av Saylor 1939. Serica chicoensis ingår i släktet Serica och familjen Melolonthidae. Inga underarter finns listade i Catalogue of Life.